# Mustelinae
I Mustelini (Mustelinae (G. Fischer de Waldheim, 1817)) sono una sottofamiglia parafiletica di mammiferi carnivori della famiglia dei Mustelidi. Nel XXI secolo gli studi filogenetici hanno dimostrato che si riduce essenzialmente alle specie dei generi Mustela e Neogale, vale a dire a donnole, visoni e puzzole, nonché al furetto e all'ermellino, mentre tradizionalmente ad essi venivano ascritti una quindicina di generi, comprendenti varie specie quali martore, tassi, faine e zorille.

## Specie
I Mustelini comprendono due generi con ventuno specie, una delle quali estintasi recentemente:
- Mustela Bell, 1826
  - Mustela altaica Pallas, 1811 - donnola degli Altai;
  - Mustela erminea Linnaeus, 1758 - ermellino;
  - Mustela eversmanii Lesson, 1827 - puzzola delle steppe;
  - Mustela furo Linnaeus, 1758 - furetto;
  - Mustela haidarum Preble, 1898 - ermellino di Haida;
  - Mustela itatsi Temminck, 1844 - donnola giapponese;
  - Mustela kathiah Hodgson, 1835 - donnola dal ventre giallo;
  - Mustela lutreola (Linnaeus, 1761) - visone europeo;
  - Mustela lutreolina H. C. Robinson e Thomas, 1917 - donnola indonesiana;
  - Mustela nigripes (Audubon e Bachman, 1851) - furetto dai piedi neri;
  - Mustela nivalis Linnaeus, 1766 - donnola;
  - Mustela nudipes Desmarest, 1822 - donnola dai piedi nudi;
  - Mustela putorius Linnaeus, 1758 - puzzola.
  - Mustela richardsonii Bonaparte, 1838 - ermellino americano;
  - Mustela sibirica Pallas, 1773 - donnola siberiana;
  - Mustela strigidorsa J. E. Gray, 1853 - donnola dal dorso striato;
- Neogale Kaup, 1835
  - Neogale africana (Desmarest, 1818) - donnola dal ventre rigato;
  - Neogale felipei (Izor e de la Torre, 1978) - donnola colombiana;
  - Neogale frenata (H. Lichtenstein, 1831) - donnola dalla lunga coda;
  - † Neogale macrodon (Prentiss, 1903) - visone marino;
  - Neogale vison (von Schreber, 1776) - visone americano.